# متعب النجراني
متعب سالم النجراني، لاعب كرة قدم مرمى سعودي.
كانت بداياته مع نادي نجران و انتقل إلى القادسية في عام 2014 و إنتقل إلى نادي الخليج عام 2017 و وقع مع نادي الفيحاء عام 2018 و أعير إلى نادي الكوكب في نفس الموسم و بعدها عاد إلى نادي الخليج و لعب بعدها في نادي الأنصار ونادي الأخدود ونادي الوشم ونادي قلوة.

## روابط خارجية
- متعب النجراني على موقع Soccerway.com (الإنجليزية)
- متعب النجراني على موقع كووورة